# Vrševce (Lipljan)
Pour l’article homonyme, voir Vrševce (Suva Reka).
Vërshec en albanais et Vrševce en serbe latin (en serbe cyrillique : Вршевце) est une localité du Kosovo située dans la commune/municipalité de Lipjan/Lipljan, district de Pristina (Kosovo) ou district de Kosovo (Serbie). Selon le recensement kosovar de 2011, elle compte 896 habitants, tous albanais.

## Démographie

### Évolution historique de la population dans la localité
| 1948 | 1953 | 1961 | 1971 | 1981 | 1991 | 2011 |
| ---- | ---- | ---- | ---- | ---- | ---- | ---- |
| 294  | 334  | 427  | 556  | 744  | 953  | 896  |

|  |